# Starzec karpacki

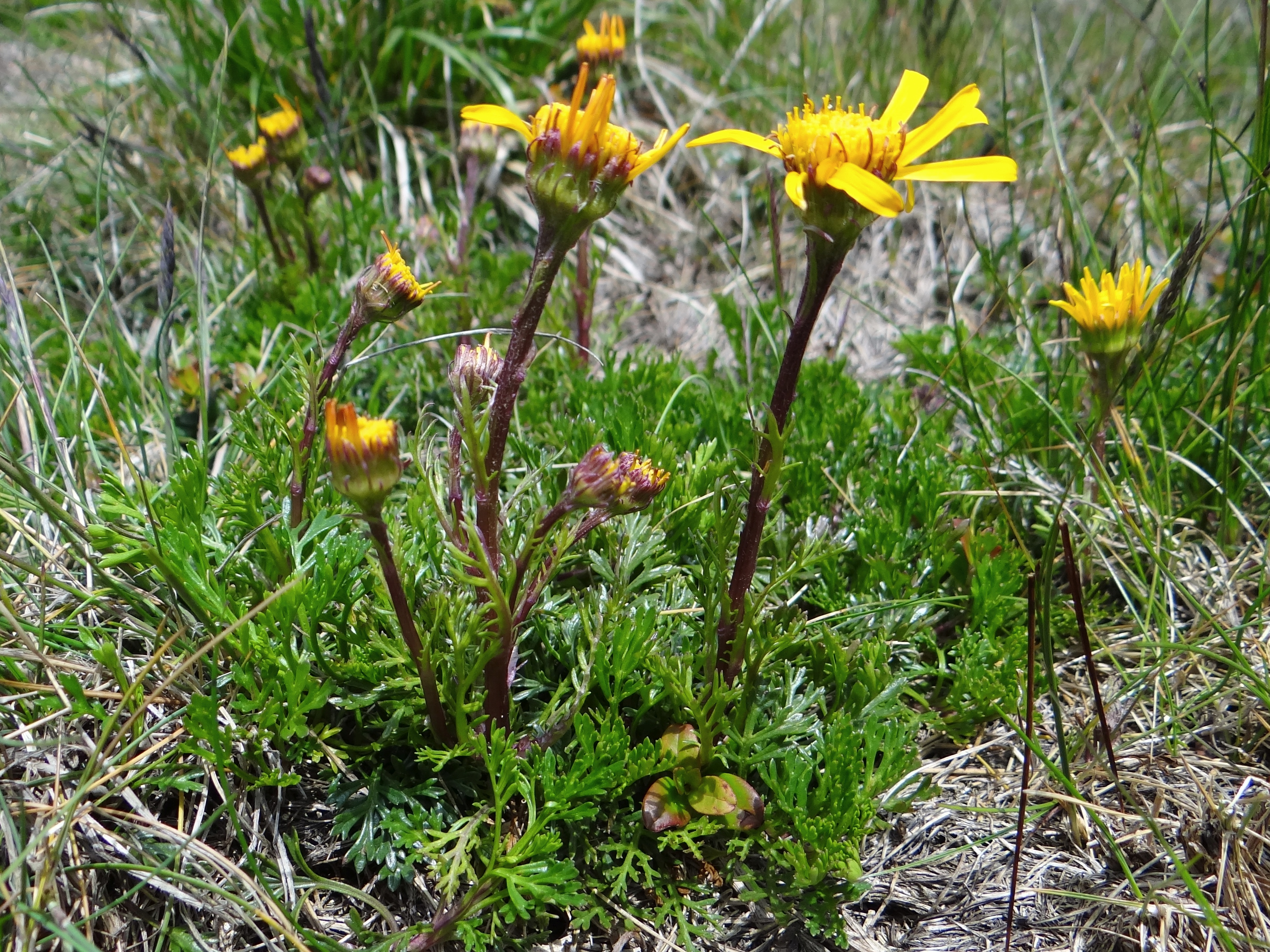

Starzec karpacki (Jacobaea abrotanifolia subsp. carpathica (Herbich) B.Nord. & Greuter) – podgatunek Jacobaea abrotanifolia,  rośliny należącej do rodziny astrowatych. Występuje w Karpatach oraz w górach Półwyspu Bałkańskiego. W Polsce występuje wyłącznie w Tatrach i jest dość rzadki. 
We wcześniejszych klasyfikacjach traktowany był jako gatunek starca (Senecio carpaticus Herb.), a w   Roślinach polskich W. Szafera opisany pod polską nazwą jako starzec karpacki. W 2006 r. został uznany za podgatunek taksonu Jacobaea abrantifolia i jego polska nazwa jest obecnie niespójna z nazwą naukową.

## Morfologia
PokrójNiska roślina górska (5–20 cm wysokości). Cała jest naga lub tylko górą słabo omszona.
ŁodygaWzniesiona, dość gruba, często czerwono nabiegła. Pod ziemią występuje długie, cienkie, rozgałęzione i pełzające kłącze. Wyrasta z niego pojedyncza łodyga lub kilka łodyg tworzących małą kępkę. Oprócz łodyg kwiatowych zdarzają się łodygi płonne. Charakterystczną cecha jest występowanie na młodszych częściach kłącza normalnych liści.
LiścieNieliczne. Dolne liście długoogonkowe, pierzastowcinane, o odcinkach 3–palczastych lub niepodzielonych, wyższe liście krótkoogonkowe, równowąskie i dużo mniejsze.
KwiatyPomarańczowożółte, zebrane w pojedynczy, duży koszyczek. Jest jedynym występującym w Polsce gatunkiem starca z pojedynczym koszyczkiem kwiatowym, rzadko zdarzają się osobniki z 2–3 koszyczkami. Okrywa koszyczka jest często czerwono nabiegła i złożona z około 21 listków. Również kwiatów języczkowych w koszyczku jest przeważnie około 21.
OwocNagie niełupki z wieńcem żółtawych włosków.

## Biologia i ekologia
Bylina. Kwitnie od lipca do sierpnia. Roślina wiatrosiewna. Typowa roślina wysokogórska. Występuje głównie w dwóch najwyższych piętrach roślinności: w piętrze turniowym i halnym, rzadko można go spotkać w piętrze kosówki. Rośnie wyłącznie na podłożu granitowym, na halach. 
W klasyfikacji zbiorowisk roślinnych gatunek charakterystyczny dla klasy (Cl.) Juncetea trifidi. 